# Paleomagnetismo

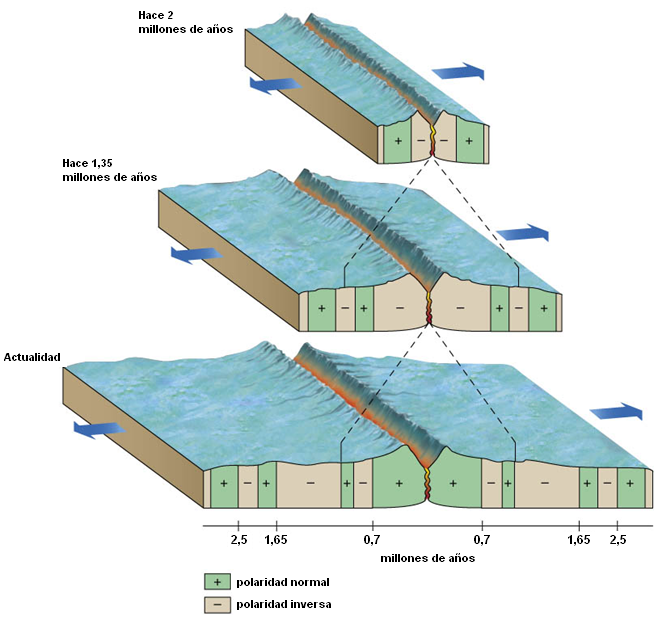
Registro de los cambios de polaridad magnética en las rocas del fondo oceánico en expansión. Nótese la simetría a cada lado de la dorsal.

El paleomagnetismo es la disciplina que, enmarcada dentro del geomagnetismo, se encarga del estudio del campo magnético de la Tierra (o de cualquier otro cuerpo planetario) en el pasado. El hecho de que se pueda estudiar el pasado de un campo potencial, se debe a que el campo geomagnético al contrario de otros campos, como el gravitatorio, puede quedar grabado en las rocas a través de varios procesos físico-químicos. El estudio de este proceso ha permitido una mejor comprensión de los mecanismos de generación del campo geomagnético de origen interno y sus características, así como de la historia de la Tierra.
Entre los posibles mecanismos de adquisición de remanencia magnética, la más característica es la remanencia térmica o termorremanencia (TRM). Cuando un material está sometido a altas temperaturas por encima del punto de Curie, los minerales ferromagnéticos contenidos en el material cambian su estado magnético, pasando a ser súperparamagnéticos (mientras que los minerales antiferromagnéticos, no). En este estado, un campo magnético pequeño (como lo es el c.m.t., cuya intensidad máxima no alcanza las 60 microT) es capaz de orientar los momentos magnéticos atómicos de los minerales en concordancia direccional masiva. Cuando el material se enfría por debajo de la temperatura de bloqueo (que depende del tamaño de grano) la imanación inducida se bloquea, adquiriendo el material una magnetización característica de causas térmicas (por termorremanencia). Esta remanencia es muy estable y sólo desaparece cuando se calienta nuevamente el material a temperaturas mayores que la de Curie o se le aplica un campo magnético particularmente intenso.  
Entre los más importantes descubrimientos gracias al paleomagnetismo podemos citar el movimiento de las placas tectónicas de la Tierra (deriva continental).
El hecho de que en algunos lugares existan estructuras geológicas donde la imanación registrada está orientada hacia el polo sur geográfico, indica que el campo magnético de la Tierra sufre periódicas inversiones. En 3,6 millones de años ha habido 9 inversiones de la posición de los polos magnéticos. El ritmo de inversiones magnéticas es caótico, ya que no se rige por ninguna ley física. Estas inversiones suelen completarse en varios miles de años; siendo sus causas completamente desconocidas. En el proceso de inversión además de disminuir la intensidad magnética, hay una coincidencia con cambios climáticos de escala global. 
Las anomalías magnéticas son las alteraciones en los valores de la intensidad del campo magnético terrestre, producto del magnetismo propio de algunas rocas que se encuentran en la corteza terrestre.

## Historia
Ya en el siglo XVIII, se observó que las agujas de las brújulas se desviaban cerca de afloramientos altamente magnetizados. En 1797, Von Humboldt atribuyó esta magnetización a los rayos (y los rayos a menudo magnetizan las rocas superficiales). En el siglo XIX, los estudios de la dirección de la magnetización de las rocas mostraron que algunas lavas recientes se magnetizaron en paralelo al campo magnético de la Tierra. A principios del siglo XX, el trabajo de David, Branches y Mercanton mostró que muchas rocas estaban magnetizadas en forma antiparalela al campo. El geofísico japonés Motonori Matuyama demostró a fines de la década de 1920 que el campo magnético de la Tierra cambió a mediados del Cuaternario, un cambio que ahora se conoce como la inversión de Branches-Matuyama.
El físico británico P.M.S. Blackett dio un impulso significativo al desarrollo del paleomagnetismo al inventar el magnetómetro astático sensible en 1956. Su intención era probar su teoría de que el campo geomagnético está relacionado con la rotación de la Tierra, teoría que finalmente rechazó; pero el magnetómetro astático se convirtió en la herramienta principal para el paleomagnetismo y condujo a un resurgimiento de la teoría de la deriva continental. Alfred Wegener sugirió por primera vez en 1915 que los continentes una vez se unieron y luego se separaron. Aunque proporcionó mucha evidencia circunstancial, su teoría no fue bien recibida por dos razones: (1) no se conocía el mecanismo de la deriva continental y (2) no había forma de reconstruir los movimientos de los continentes a lo largo del tiempo. Keith Runcorn y Edward A. Irving construyeron aparentes rutas errantes polares para Europa y América del Norte. Estas curvas divergieron, pero podrían reconciliarse, asumiendo que los continentes se tocaron antes de hace 200 millones de años. Esto proporcionó la primera evidencia geofísica clara de la deriva continental. Luego, en 1963, Morley, Vine y Matthews demostraron que las anomalías magnéticas marinas eran indicativas de la expansión del lecho marino.

## Campos
El paleomagnetismo se estudia a varias escalas:
- Las oscilaciones seculares geomagnéticas son cambios a pequeña escala en la dirección y la fuerza del campo magnético de la Tierra. El polo norte del campo magnético se desplaza constantemente en relación con el eje de rotación de la Tierra. El magnetismo es vectorial, por lo que el cambio en el campo magnético se estudia utilizando medidas paleodireccionales de declinación magnética e inclinación magnética, así como medidas de paleointensidad.
- La magnetoestratigrafía utiliza la historia de la inversión del campo magnético de la Tierra registrada en las rocas para determinar la edad de esas rocas. Se han producido reversiones a intervalos irregulares a lo largo de la historia de la Tierra. La edad y la naturaleza de estas inversiones se conocen a partir del estudio de las zonas de expansión del fondo marino y la datación de rocas volcánicas.

## Principios de la remanencia
El estudio del paleomagnetismo es posible porque los minerales que contienen hierro, como la magnetita, pueden registrar las direcciones pasadas del campo magnético de la Tierra. Las firmas magnéticas en las rocas pueden detectarse mediante varios mecanismos diferentes.

### Magnetización termoremanente
Los minerales de óxido de hierro y titanio en el basalto y otras rocas ígneas pueden retener la dirección del campo magnético de la Tierra cuando las rocas se enfrían a las temperaturas de Curie de estos minerales. La temperatura de Curie de la magnetita, un óxido de hierro del grupo de la espinela, es de aproximadamente 570 °C, mientras que la mayoría de los basaltos y gabro cristalizan completamente a temperaturas inferiores a 900 °C. Por lo tanto, los granos minerales no giran físicamente para alinearse con el campo terrestre. sino que pueden fijar la orientación de ese campo. El registro almacenado de esta manera se llama magnetización termorremanente (TRM). Debido a que pueden ocurrir reacciones de oxidación complejas cuando las rocas ígneas se enfrían después de la cristalización, la orientación del campo magnético de la Tierra no siempre es precisa. registrado y el registro no se mantiene necesariamente. Sin embargo, la evidencia de ello está lo suficientemente bien conservada en los basaltos de la corteza oceánica para desempeñar un papel fundamental en el desarrollo de las teorías de propagación del fondo marino de la tectónica de placas. Estructuras de adobe La magnetización resistente al calor de los materiales arqueológicos se denomina datación arqueomagnética. Aunque los maoríes de Nueva Zelanda no fabrican cerámica, sus hornos de vapor o hangi de 700 a 800 años de antigüedad proporcionan abundante material arqueomagnético.

### Remanencia de fragmentación
En un proceso completamente diferente, los granos magnéticos en los depósitos pueden alinearse con el campo magnético durante o poco después de la deposición; esto se conoce como remanencia de escombros (DRM). Si la magnetización se adquiere a medida que se depositan los granos, el resultado es la magnetización residual de los fragmentos después del depósito (dDRM); si se adquiere poco después de la deposición, es la magnetización residual de los fragmentos después de la deposición (pDRM).

### Remanencia química
En el tercer proceso, los granos magnéticos crecen durante las reacciones químicas y fijan la dirección del campo magnético durante su formación. Se dice que el campo se registra utilizando magnetización química remanente (CRM). Una forma común de remanencia química está respaldada por el mineral hematita, otro óxido de hierro. La hematita se forma como resultado de reacciones químicas de oxidación de otros minerales en la roca, incluida la magnetita. Lechos rojos, las rocas sedimentarias clásticas (como las areniscas) son de color rojo debido a la hematita, que se formó durante la diagénesis sedimentaria. Las firmas de CRM en capas rojas pueden ser muy útiles y se utilizan a menudo en estudios magnetoestratigráficos.

### Remanencia isotérmica
La remanencia que se logra a una temperatura fija se denomina remanencia isotérmica (IRM). Los restos de este tipo no son útiles para el paleomagnetismo, pero se pueden obtener de la caída de un rayo. La remanencia inducida por rayos se puede distinguir por su alta intensidad y su rápido cambio de dirección en escalas de centímetros.
A menudo, el campo magnético de una varilla de acero induce IRM en las sartas de perforación. Esta contaminación es generalmente paralela al cilindro y la mayor parte se puede eliminar calentando a unos 400 °C o desmagnetizando en un pequeño campo alterno.
En condiciones de laboratorio, IRM se induce aplicando campos de varias intensidades y se utiliza para muchos propósitos en el magnetismo de rocas.

### Remanencia viscosa
La remanencia viscosa es el estado residual que adquieren los materiales ferromagnéticos después de estar un tiempo en un campo magnético. En las rocas, este remanente suele estar alineado en la dirección del campo geomagnético actual. La proporción de la magnetización total de la roca que es remanencia viscosa depende de la mineralogía magnética.

## Procedimiento paleomagnético

### Toma de muestras en tierra
Las rocas más antiguas del fondo del océano tienen 200 millones de años, muy jóvenes en comparación con las rocas continentales más antiguas, que datan de 3.800 millones de años. Para recopilar datos paleomagnéticos que se remontan a más de 200 millones de años, los científicos están recurriendo a muestras terrestres que contienen magnetita para reconstruir la orientación antigua del campo terrestre.
Los paleomagnetistas, como muchos geólogos, gravitan hacia los afloramientos porque las capas de roca están expuestas. Los cortes de caminos son una fuente artificial conveniente de afloramientos.
«Y en todas partes, en abundancia a lo largo de esta media milla [corte de la carretera], hay pequeños agujeros cuidadosamente tallados… parece un Hilton para reyezuelos y martines morados».
El muestreo tiene dos propósitos principales:
1. Recuperar muestras con orientación precisa y
2. Reducir la incertidumbre estadística.

Una forma de lograr el primer objetivo es utilizar una perforadora de núcleo de roca que tenga una punta de broca de diamante. El taladro corta un espacio cilíndrico alrededor de una roca. Esto puede causar problemas: el taladro debe enfriarse con agua y, como resultado, la suciedad sale del orificio. Insertado en este espacio hay otro tubo con una brújula y un inclinómetro adjunto. Proporcionan orientación. Antes de retirar este dispositivo, se rasca una marca en la muestra. Después de romper la muestra, la marca se puede ampliar para mayor claridad.

## Información adicional
La evidencia paleomagnética, tanto las inversiones como los datos de desplazamiento polar, desempeñaron un papel importante en las pruebas de las teorías de la deriva continental y la tectónica de placas en las décadas de 1960 y 1970. Algunas aplicaciones de los datos paleomagnéticos para reconstruir la historia del terreno continúan siendo controvertidas. Los datos paleomagnéticos también se utilizan para determinar la posible edad de las rocas y los procesos, así como para reconstruir la historia de las deformaciones de partes de la corteza terrestre.
La magnetoestratigrafía inversa se usa a menudo para estimar la edad de los sitios que contienen restos y fósiles de homínidos. Por el contrario, para un fósil de edad conocida, los datos paleomagnéticos pueden determinar la latitud en la que se encontró el fósil. Esta paleolatitud proporciona información sobre el subsuelo en el momento de la deposición.
Los estudios paleomagnéticos se combinan con métodos geocronológicos para determinar la edad absoluta de las rocas en las que se ha conservado el registro magnético. Para rocas ígneas como el basalto, se utilizan comúnmente métodos que involucran geocronología de potasio-argón y argón-argón.